# La Belle Dame sans Merci
La Belle Dame sans Merci (dal francese: "La bella dama senza pietà") è una ballata scritta dal poeta inglese John Keats. Esistono due versioni, con poche differenze tra loro. L'originale fu scritta da Keats nel 1819, sebbene il titolo sia quello di un poemetto del XV secolo di Alain Chartier.

## Trama
La ballata narra dell'incontro tra un cavaliere senza nome, trovatosi in un paesaggio sterile e desolato, e una misteriosa donna "dagli occhi selvaggi", che dichiara di essere "figlia di una fata". Il cavaliere la fa salire sul proprio cavallo e lei lo conduce alla "Grotta degli elfi", dove "versa lacrime e sospira di profondo dolore". Addormentatosi, il cavaliere ha una visione di principi e re dalla pelle bianchissima, i quali gli gridano che "la bella dama senza pietà" li ha assoggettati, rendendoli suoi schiavi. Al risveglio, si ritrova sullo stesso gelido pendio, dove continua ad aspettare.

## L'opera nell'arte

### Descrizione figurativa

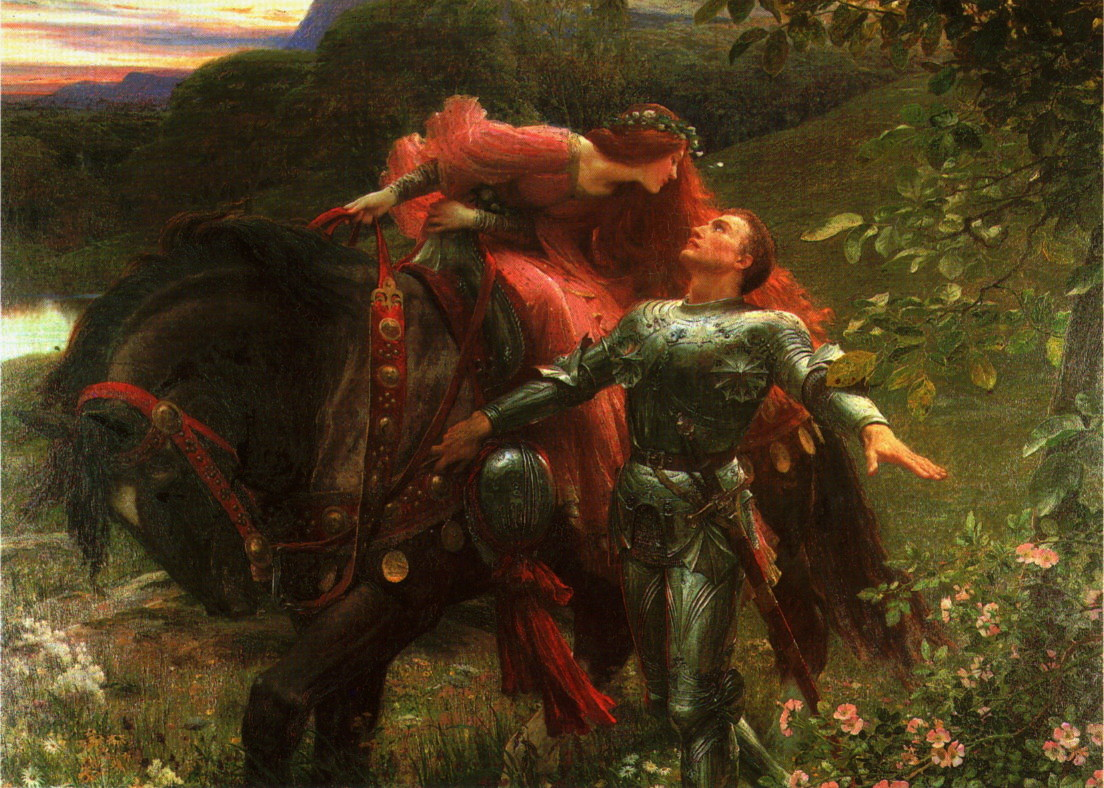
Le Belle Dame sans Merci di Frank Dicksee (circa 1901)

Benché sia breve (composta di sole 12 strofe, di 4 versi ciascuna), la ballata è piena di enigmi. Il cavaliere è infatti associato con un giglio, simbolo di morte nella cultura occidentale, pallido e sfuggente, destinato a rimanere sul pendio e ad avvizzire; tuttavia non è chiaro il perché del suo fato sfavorevole. Una lettura diretta suggerisce che egli sia stato intrappolato dalla Bella Dama, come le linee narrative di Thomas the Rhymer o Tam Lin. Inoltre, poiché i cavalieri sono solitamente costretti al voto di castità, la poesia potrebbe forse implicare che sia compromesso (e stregato) mentre esita e indugia con una creatura eterea. Era un soggetto popolare da realizzare, nella cerchia dei pittori preraffaelliti.

### La ballata nella satira
Il 1º dicembre 1920 venne fatta una satira nella rivista Punch.

### Musica
- Ispirato dal componimento di Keats, Alexander Campbell Mackenzie ha composto una ballata sinfonica dal medesimo titolo (op. 29, 1883).
- Charles Villiers Stanford ha musicato il testo di Keats per voce e pianoforte (circa 1910); la composizione è stata poi trascritta per voce e orchestra da Patrick Hadley (1935).
- Il cantautore italiano Angelo Branduardi ha riproposto il tema della poesia in una versione molto suggestiva, che è stata inclusa nella raccolta La pulce d'acqua del 1977, con il titolo La bella dama senza pietà.
- Anche Loreena McKennitt ha messo in musica la ballata di Keats: il brano è stato pubblicato nell'album Lost Souls del 2018.
- Il cantautore italiano Vinicio Capossela eseguì il poema con sue musiche durante il concerto speciale "Ballate nella balena", tenutosi il 15 luglio 2012 all'abbazia di San Galgano. Successivamente ha inciso la canzone La belle dame sans merci che compare nell'album Ballate per uomini e bestie uscito il 17 maggio 2019.